# 少奶奶的扇子
少奶奶的扇子是1928年由明星影片公司出品的一部電影，該電影由洪深編劇，张石川執導，宣景琳、蕭英、高梨痕、朱秀英、王谢燕、赵静霞、龔稼农、杨耐梅、郑逸生、吳仲达、李时苑等人出演。少奶奶的扇子由洪深根据自己1924年創作的同名话剧改编，話劇则改編自王尔德的剧本《溫夫人的扇子》。